# نوربرتو جيمس رولينغز
نوربرتو جيمس رولينغز (من مواليد 6 فبراير 1945، سان بيدرو دي ماكوريس) هو شاعر من أصل أفريقي كاريبي من جيل الستينيات في جمهورية الدومينيكان. يتحدث شعره بحميمية الحياة اليومية في مجتمع بلده متعدد الثقافات.

## النشأة
وُلد نوربيرتو جيمس رولينغز في مزرعة سكر في إنجينيو كونسويلو، سان بيدرو دي ماكوريس، ونشأ في مجتمع من الأقليات الناطقة بالإنجليزية ينحدر من العبيد الأفارقة، الذين عرفهم الدومينيكان الناطقون بالإسبانية باسم «كوكولوز» (Cocolos). . تميزت سنواته الأولى بصراعات يومية بالإضافة إلى إطلاعه على الثقافة الأمريكية في قرية فقيرة من عمال قصب السكر.في الستينيات، انتقل نوربيرتو جيمس إلى سانتو دومينغو لإكمال الدراسة الثانوية في «ليسيو يونيون باناميريكانا» (Liceo Unión Panamericana) حيث تفوق في المضمار والميدان. وأدى تشدده السياسي المتزايد إلى نفيه السياسي تحت ستار الدراسة الأجنبية في «جامعة هافانا، كوبا» حيث حصل على ليسانس في اللغة والأدب. عاد نوربرتو جيمس في عام 1979 إلى جمهورية الدومينيكان.

## من 1980 إلى الوقت الحاضر
في عام 1983، جاء نوربرتو جيمس رولينغز إلى بوسطن، ماساتشوستس لإكمال الدراسات العليا في جامعة بوسطن حيث حصل على درجة الدكتوراه في عام 1992. بعد تخرجه قام بتدريس اللغة والأدب الإسباني في مؤسسات في منطقة بوسطن بضمنها «مدرسة بوسطن اللاتينية» (Boston Latin School) حتى تقاعده في سن 65. استمر بعدها بكتابة ونشر كتب الشعر.

## كتب الشعر
يحتوي كتابه الشعري الأول عام 1969 «على طول الطريق» (Sobre la marcha) على واحدة من أكثر القصائد الدومينيكية شهرة في القرن العشرين، وهي قصيدة «المهاجرون». من كتب الشعر الأخر له هو كتاب «على عتبة الصمت» (La Urdimbre de Silencio) والذي يقدم انعكاساً واسع النطاق على العالم خارج جزيرة ولادته

## أعمال
- «على طول الطريق» (Sobre la marcha). سانتو دومينغو: إديسيونس فوتورو، 1969.
- «مقاطعة المتمردين» (La provincia sublevada). سانتو دومينغو: محرر التحرير، 1972.
- «العيش» Vivir. سانتو دومينغو: محرر اميجو ديل هوغار، 1981.
- «أُسجل» (Hago constar). سانتو دومينغو: محرر التحرير، 1983.
- «مؤلفات» (Obras) سنوات 1969-2000. سانتو دومينغو: كونسيجو بريسيدينسيال دي كولتورا، 2000.
- «شعر» (Poesía) سنوات 1969-2000. بروغلو دي نيستور إ. رودريغيز. سانتو دومينغو: إديسيونس سيلونارانجا، 2011.